# Solariorbis seminudus
Solariorbis seminudus is een slakkensoort uit de familie van de Tornidae. De wetenschappelijke naam van de soort is voor het eerst geldig gepubliceerd in 1852 door C.B. Adams.